# Dorothy and the Wizard in Oz
Dorothy and the Wizard in Oz (em português brasileiro, Dorothy e o Mágico em Oz) é o quarto livro cuja ação transcorre na Terra de Oz, escrito por L. Frank Baum e ilustrado por John R. Neill. Foi publicado em 18 de junho de 1908 e reúne Dorothy ao pseudo-mago de The Wonderful Wizard of Oz. Este é um dos dois únicos livros entre os "quarenta famosos" livros de Oz com ilustrações coloridas (o outro é The Emerald City of Oz).